# Duellen (film fra 1962)
 For alternative betydninger, se Duellen. (Se også artikler, som begynder med Duellen)
Duellen er en dansk film fra 1962, skrevet og instrueret af Knud Leif Thomsen.

## Medvirkende
- Frits Helmuth
- John Price
- Malene Schwartz
- Axel Strøbye
- Hans Kurt
- Buster Larsen
- Vera Gebuhr
- Elith Pio
- Poul Müller
- Karl Stegger
- Aage Winther-Jørgensen
- Minna Jørgensen
- Knud Rex